# Teliaw
Święty Teliaw, również Teilo lub Eliud (ur. 520 w Eccluis Gunniau, ob. Tenby w Walii, zm. 604 w Llandeilo Fawr) - krewny (kuzyn) św. Dawida z Menevii, święty Kościoła celtyckiego i katolickiego.
Pobierał nauki w szkołach klasztornych w Hentland i Whitland. W 518 odwiedził Ziemię Świętą wraz ze świętymi Dawidem i Padarnem. Po pielgrzymce został wyświęcony na arcybiskupa Llandaff i biskupa Llandeilo Fawr. Założył klasztor w Llandaff. 
Według legendy podczas snu się potroił, prawdopodobnie tak w średniowieczu tłumaczono fakt, że aż trzy kościoły twierdziły, że posiadają ciało świętego (Llandaff, Penally, Llandeilo Fawr).
Jego wspomnienie liturgiczne obchodzone jest 9 lutego (również 25 lub 29 listopada).